# Полищук, Афанасий Лукич
Афанасий Лукич Полищук (28 апреля 1903 — 21 июля 1953) — военачальник, бригадный генерал Войска Польского, ветеринарный врач.
Украинец. Получил высшее ветеринарное образование. Офицер Красной Армии. Участник Великой Отечественной войны.
В августе 1943 года по приказу командования направлен на службу в создаваемые на территории СССР польские вооруженные силы. С апреля 1944 — начальник ветеринарной службы 1-й армии Войска Польского.
После окончания войны служил в Министерстве национальной обороны Польши. В 1945—1946 заочно обучался в Варшавском университете.
7 мая 1946 года постановлением Президиума Крайовой Рады Народовой ему было присвоено звание генерала бригады Войска Польского.
30 июля 1948 года закончил службу в рядах польских вооруженных сил и в августе вернулся в СССР.
Умер 21 июля 1953 года.

## Награды Польши
- Офицерский крест Ордена Возрождения Польши (1945)
- Орден «Крест Грюнвальда» III степени (1945)
- Серебряный Крест Заслуги (1945)
- Золотой Крест Заслуги (1946)
- Серебряная Медаль «Заслуженным на поле Славы»